# Patoclisis
La patoclisis o concepto de la vulnerabilidad selectiva tisular “topística” es el principio enunciado por los esposos Cécile y Oskar Vogt que en 1922 mencionaron que los sistemas de neuronas no son idénticos todos y que cada uno tiene sus propias vulnerabilidades a sustancias y agentes tóxicos particulares.
El término fue acuñado, anticipándose a la apoptosis y estableciendo también el concepto de la vulnerabilidad selectiva, con una descripción clara de la patología del hipocampo en hipoxia y cambios en el globo pallidum en la intoxicación por monóxido de carbono.
La patoclisis explica los efectos preferenciales de los anestésicos sobre las neuronas de la formación reticular de la parte alta del tallo cerebral, en la cual, con sus múltiples conexiones, reside el estado del conocimiento. 
Existen ejemplos no sólo de ciertos grupos de células nerviosas a las que destruye un agente en particular, sino también de las alteraciones de su función y tal vez de las porciones específicas de su estructura. Los fármacos pueden dirigir su acción hacia los axones terminales, dendritas, neurofilamentos o receptores sobre las superficies presináptica y postsináptica de las neuronas, o sobre algunas de sus actividades metabólicas, por medio de las cuales sintetizan y liberan neurotransmisores o conservan su integridad celular mediante síntesis de RNA, DNA y otras proteínas. La producción del parkinsonismo por la neurotoxina 1-metil-4-fenil-1,2,3,6-tetrahidropiridina es un ejemplo excelente de patoclisis, en la que un proceso patológico y una toxina sintética llevan a cabo una pérdida progresiva de neuronas nígricas que contienen melanina y un agotamiento de su neurotransmisor, la dopamina. Una extensión intrigante pero aún no establecida por completo de esta patoclisis se relaciona con la forma en que ciertas toxinas sólo afectan a personas con disposición genética a una enfermedad neurológica degenerativa.